# Marché de Saint-Jean
Le marché de Saint-Jean (Saint John City Market) est le plus ancien marché canadien de producteurs locaux. Situé 47, rue Charlotte à Saint-Jean, établi en 1785, le bâtiment a été construit entre 1874 et 1876. 
Il présente la particularité d'avoir un toit qui ressemble à la structure d'une quille d'un bateau, ce qui s'explique par le fait que la charpente a été construite par des charpentiers marins. L'architecture est de style Second Empire.
Le bâtiment a été reconnu en 1979 comme Lieu du patrimoine provincial et en désigné lieu historique national en 1986,.

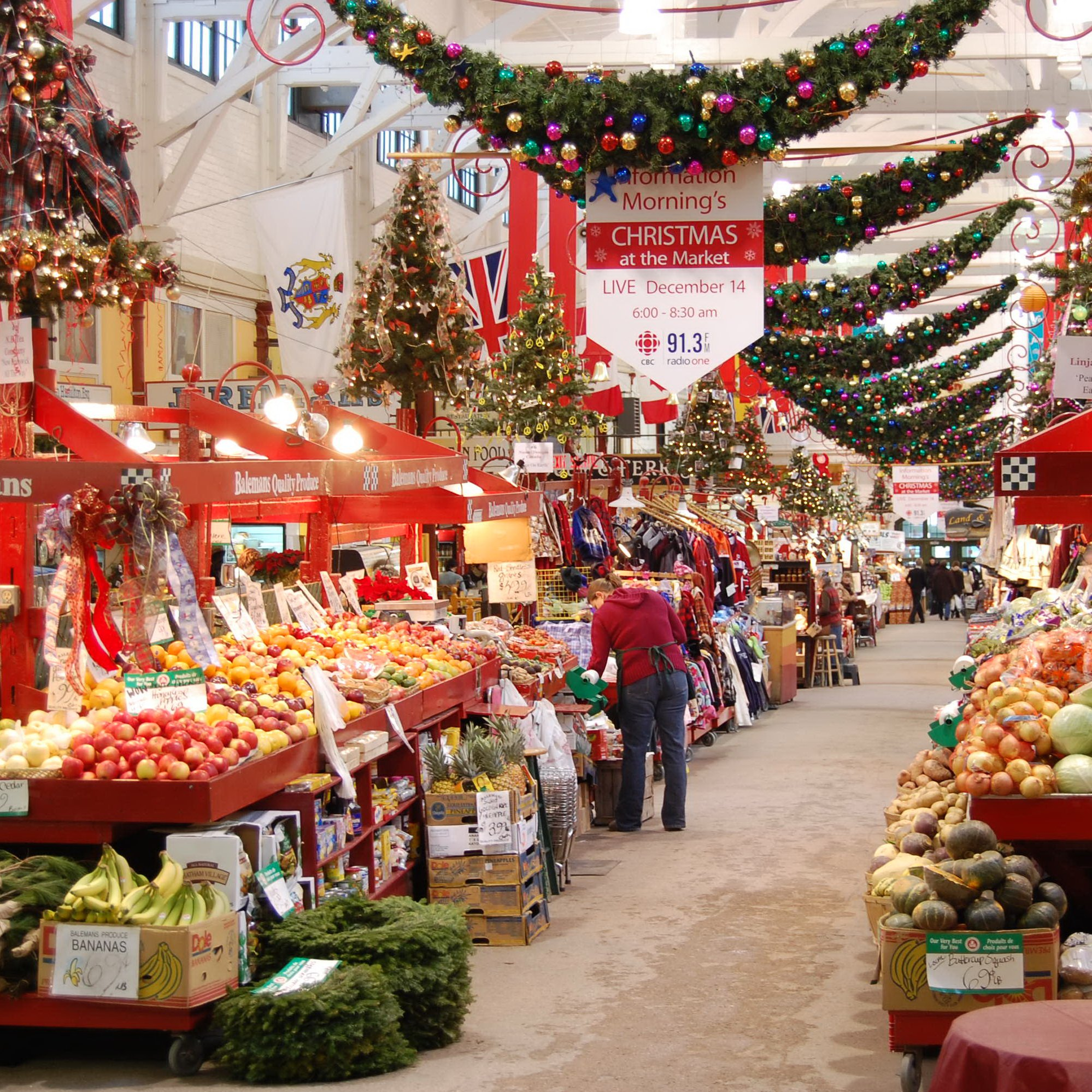
Intérieur du Marché